# ميكلوس فودور
ميكلوس فودور (بالمجرية: Fodor Miklós)‏ (30 أبريل 1997 3 سبتمبر 1908) لاعب كرة يد مجري شارك في دورة الألعاب الأولمبية الصيفية 1936 .
كان جزءًا من فريق كرة اليد المجري، الذي احتل المركز الرابع في البطولة الأولمبية. لعب أربع مباريات.

## روابط خارجية
- ميكلوس فودور على موقع أوليمبيديا (الإنجليزية)
- ميكلوس فودور على موقع اللجنة الأولمبية المجرية (الهنغارية)